# Fortescue (rivier)
De Fortescue is een efemere rivier in de regio Pilbara. Het is de op twee na langste rivier in West-Australië.

## Geschiedenis
De Indjibandi Aborigines zijn de oorspronkelijke bewoners van het stroomgebied van de Fortescue. De rivier wordt in hun scheppingsverhaal de Yarndanyirra genoemd.
Francis Thomas Gregory ontdekte de rivier op 6 juni 1861, tijdens de eerste Europese expeditie in het noordwesten van West-Australië, en vernoemde ze naar Chichester Parkinson-Fortescue, 1e baron van Carlingford.
De Mardie Station werd in 1883 gevestigd op de westelijke oever aan de monding van de rivier. Nog verscheidene andere stations volgden.
In de late jaren 1920 werd nabij de Roy Hill-hofstede een 69 meter lange brug over de rivier aangelegd ten dienste van de veetelers.
In 1981 werd een stuwdam aangelegd door de Mt Newman Mining Company PlyLtd net stroomopwaarts van de Ethel-kloof nabij Newman. Het water uit de dam dient om een nabijgelegen aquifer aan te vullen waar het plaatsje Newman en de mijnindustrie zich uit bevoorraden.

## Geografie
De Fortescue ontspringt nabij de Deadman-heuvel in de Ophthalmia-heuvels, 30 kilometer ten zuiden van Newman. De Fortescue is een efemere rivier die na neerslag tijdens zomerse orkanen of herfststormen eerst noordwaarts en vervolgens westwaarts stroomt, om 40 kilometer ten zuidwesten van Dampier in de Indische Oceaan uit te monden. De rivier stroomt door het 960 km² grote Fortescue-moerasland en door een aantal waterpoelen :
- Ophthalmia Dam (515m)
- 14 Mile Pool (413m)
- Mungthannannie Pool (399m)
- Mootana Pool (340m)
- Upper Walloona Pool (333m)
- Deep Reach Pool (298m)
- Crossing Pool (293m)
- Mungowarra Pool (80m)
- Tarda Pool (55m)

De rivier wordt gevoed door vierentwintig waterlopen:
- Western Creek (545m)
- Warrawanda Creek (507m)
- Homestead Creek (505m)
- Shovelanna Creek (501m)
- Kalgan Creek (484m)
- Kulkinbah Creek (412m)
- Fortescue River South (393m)
- Hooley Creek (366m)
- Weelumurra Creek (345m)
- Caliwinga Creek (330m)
- Cowcumba Creek (324m)
- Kanjanjie Creek (308m)

- Howlett Creek (302m)
- Dawson Creek (291m)
- Mill Stream (283m)
- Portland River (213m)
- Noondathoona Creek (196m)
- Booyeemala Creek (183m)
- Cheeraworadoone Creek (163m)
- Bandeeyer Creek (149m)
- Booyeema Pool Creek (124m)
- Macklin Creek (104m)
- Tanga Tanga Creek (71m)
- Wallanaring Creek (58m)

De monding is een aan het getijde onderhevig estuarium.

## Het Fortescue-moeras
Het Fortescue-moeras is het grootste en belangrijkste waterrijk gebied in de regio Pilbara. Het is de habitat van de ernstig bedreigde nachtpapegaai (Pezoporus occidentalis), de bedreigde dwergbuidelmarter (Dasyurus hallucatus), de kwetsbare grote langoorbuideldas (Macrotis lagotis) en de olijfpython (Liasis olivaceus barroni). Het moeras is van belang voor migrerende watervogels en werd in 2008 genomineerd om te worden opgenomen onder de Conventie van Ramsar. Het maakt ook onderwerp uit van bilaterale akkoorden met China, Japan en de republiek Korea. Sommige vogels die het gebied aandoen zijn opgenomen in de Conventie van Bonn.